# Волиця (Хмельницька міська громада)
Воли́ця — село в Україні, у Хмельницькій міській громаді Хмельницького району Хмельницької області. Населення становить 464 особи.

## Історія
Перша згадка. 5 липня 1441 року польський король Владислав III записав кам'янецькому каштеляну Бедриху 100 гривень на селах Остапківці (Stapkowscze) над річкою Смотрич і Плоска (Ploska) над річкою Плоска у Смотрицькому повіті Подільської землі [1; с.256]
Протягом століть у ході національно-визвольних війн село на деякий час зникало, а потім знову відроджувалось. Так, у 1661 році разом з сусідніми Малиничами було повністю спалене і розорене. Іоан Чарзовський, служник Маріани (з) Богужова, приніс присягу про розорення сіл Малиничі і Волиця
За радянських часів село мало назву Плоскове. Постановою Верховної Ради України від 5 травня 1996 року селу повернено історичну назву — Волиця.

## Населення

### Мова
Розподіл населення за рідною мовою за даними перепису 2001 року:
| Мова            | Кількість | Відсоток |
| --------------- | --------- | -------- |
| українська      | 451       | 97.20%   |
| російська       | 11        | 2.36%    |
| білоруська      | 1         | 0.22%    |
| інші/не вказали | 1         | 0.22%    |
| Усього          | 464       | 100%     |

## Герб
Затверджений 30 грудня 2015 року рішенням сесії сільської ради. Автор — О. С. Підгурський.
У зеленому щиті з золотим правим перев'язом і лазуровою шиповидною базою Архистратиг Михаїл із вогняним мечем.

## Церкви
У царські часи в податкових реєстрах значиться як приписне до Малашовець село. З писемних джерел відомо про заснування у 1833 році церкви Чуда архистратига Михаїла [3; с.863] (у 1982 році зруйнована танком за сприяння голови колгоспу ім. Димитрова В. А. Вельського — Прим.авт) та дерев'яної церкви Покрови у 1848 р. (До наших часів не збереглась — Прим. авт). Тепер у селі існує католицький костел (службу правлять Григорій Цимбала, Януш Новак та Петро Франків) і новозбудована православна церква Московського патріархату.

## Пам'ятники села
В часи Другої світової війни на території свинарника було розташоване гетто (місце, де окупаційна німецька адміністрація утримувала євреїв). Полонені та місцеві жителі були змушені важко працювати на будівництві траси Хмельницький — Львів. У листопаді 1942 року близько 800 євреїв було розстріляно руками місцевих вбивць у яру за селом. На місці загибелі нині встановлений пам'ятник — надгробок, огороджений стовпчиками і дротом. Імена загиблих і катів не відомі.
В центрі височіє обеліск в пам'ять про односельчан, загиблих у роки війни та постраждалих від Голодомору 1932—1933 років.

## Відомі люди
- Бондар Олексій Станіславович — поет, журналіст. Член НСЖУ. Удостоєний звання «Почесний громадянин міста Сокиряни».

Михайло Васильович Стаховий (2 жовтня 1987 року, с. Волиця, Хмельницька область — † [дата загибелі 18.04.2024], с. Новобахмутівка, Донецька область) — український військовослужбовець, командир штурмової групи Збройних сил України, доброволець, учасник російсько-української війни. Один із перших, хто став на захист Батьківщини у найтяжчі дні повномасштабного вторгнення. Загинув героїчно, очоливши штурм у районі Новобахмутівки на Донеччині.
Біографія
Михайло Васильович народився 2 жовтня 1986 року в селі Волиця Хмельницької області. Згодом проживав у мікрорайоні Гречани міста Хмельницького. З дитинства вирізнявся рішучістю, відповідальністю та глибоким почуттям обов’язку.
До початку війни працював водієм-далекобійником на міжнародних рейсах, зокрема часто виїжджав до Польщі. Колеги та близькі згадують його як людину щиру, надійну та завжди готову допомогти.
З початком повномасштабного вторгнення Росії в Україну 24 лютого 2022 року Михайло одним із перших добровільно вступив до лав Збройних сил України. Служив у складі одного з штурмових батальйонів на посаді старшого водія, а згодом — командира штурмової групи.
Пройшов пекло передової, неодноразово брав участь у боях на найгарячіших напрямках, зокрема на Донеччині. Завжди діяв рішуче, злагоджено, беручи на себе відповідальність за побратимів і за долю бойових операцій.
У своєму останньому бою очолив штурм позицій противника в районі села Новобахмутівка. Під час виконання бойового завдання загинув унаслідок скиду з ворожого дрону. Його самовідданість і мужність врятували життя побратимів та дозволили виконати бойову задачу.
Пам'ять
Ім’я Михайла Васильовича стало символом відваги, жертовності й любові до України. Його подвиг навіки вписано в історію спротиву українського народу російській агресії.

## Фотогалерея

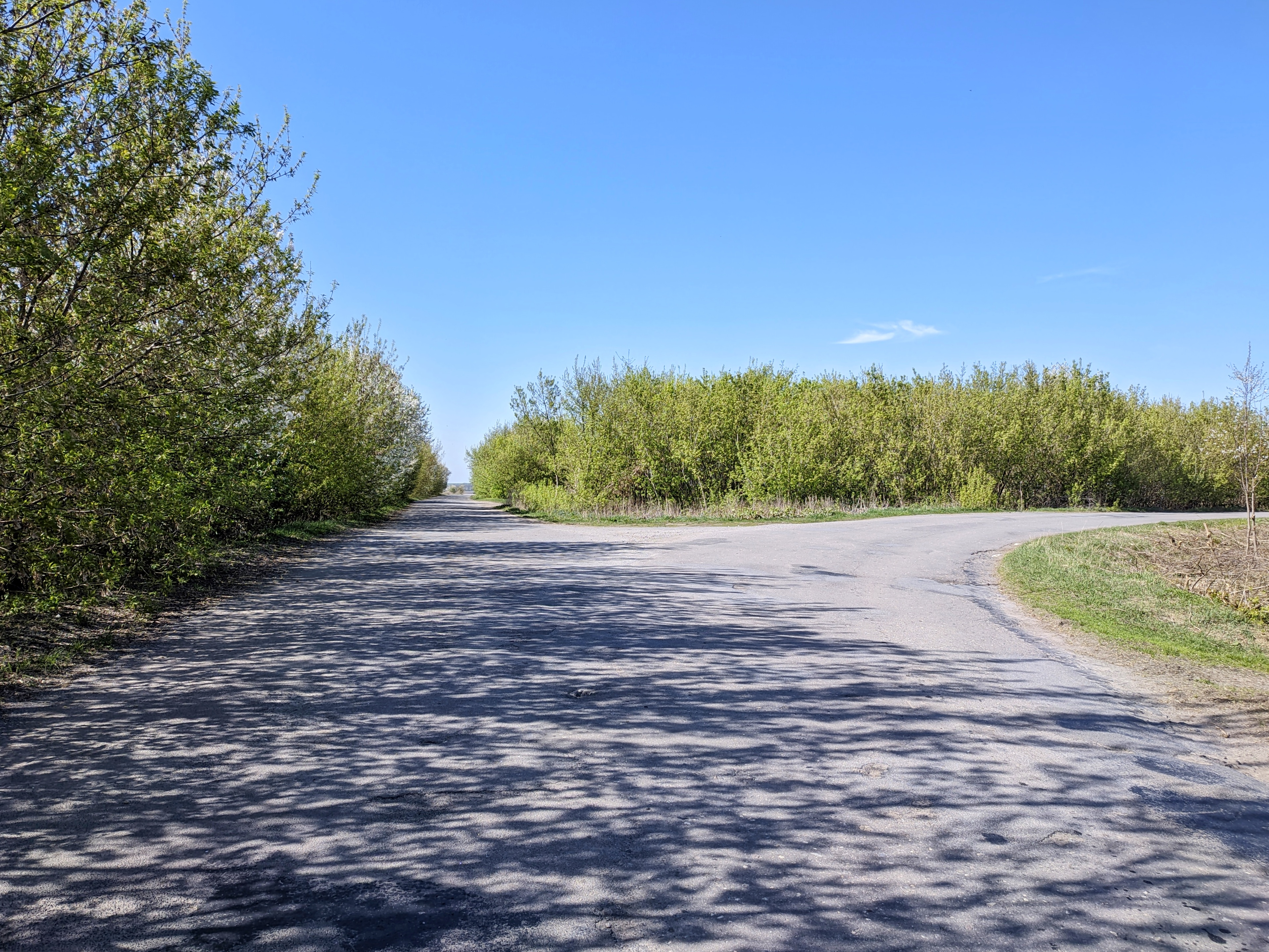
Дорога на село (прямо), праворуч — розвилка на Малашівці
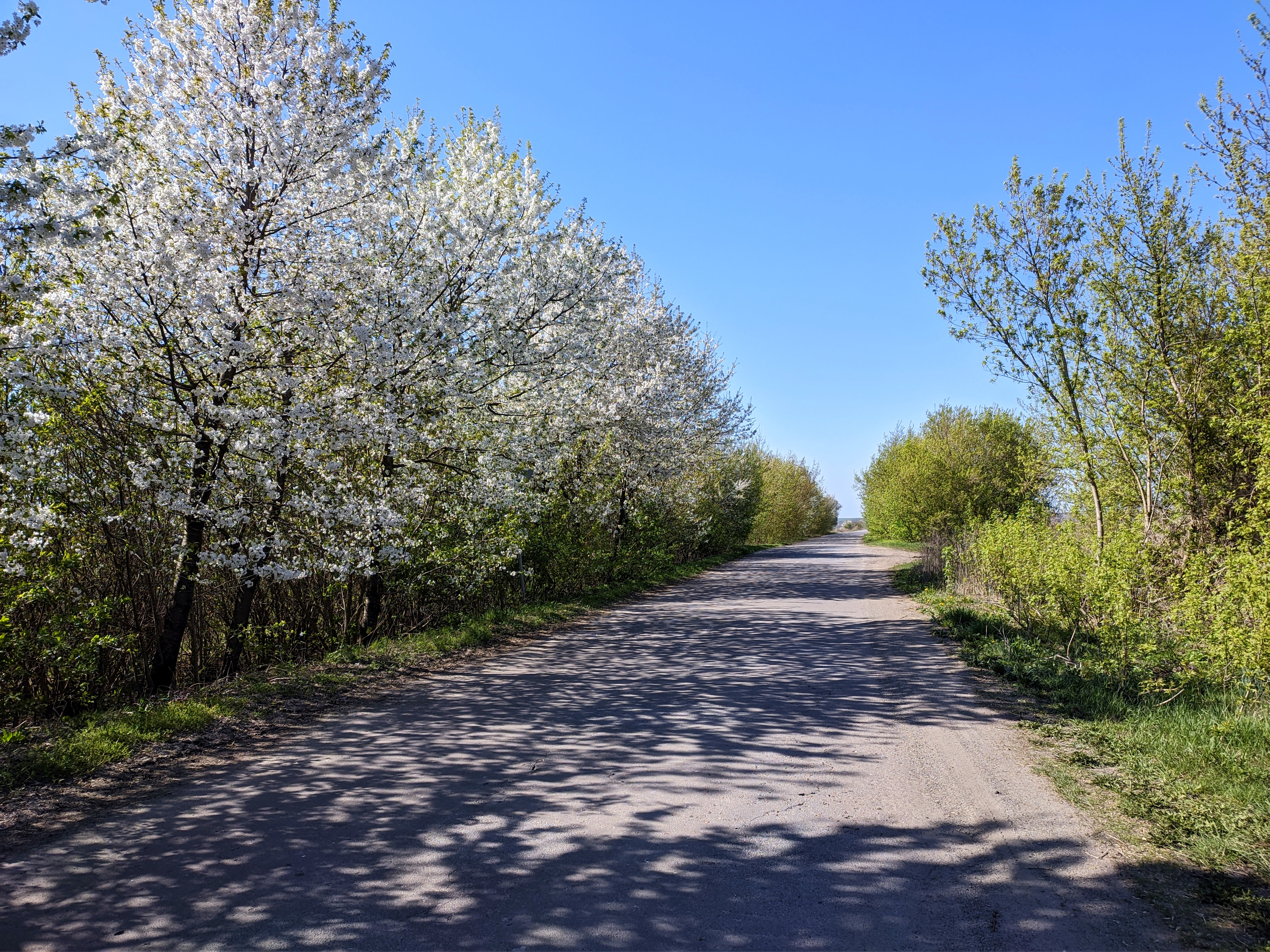
Дорога на село
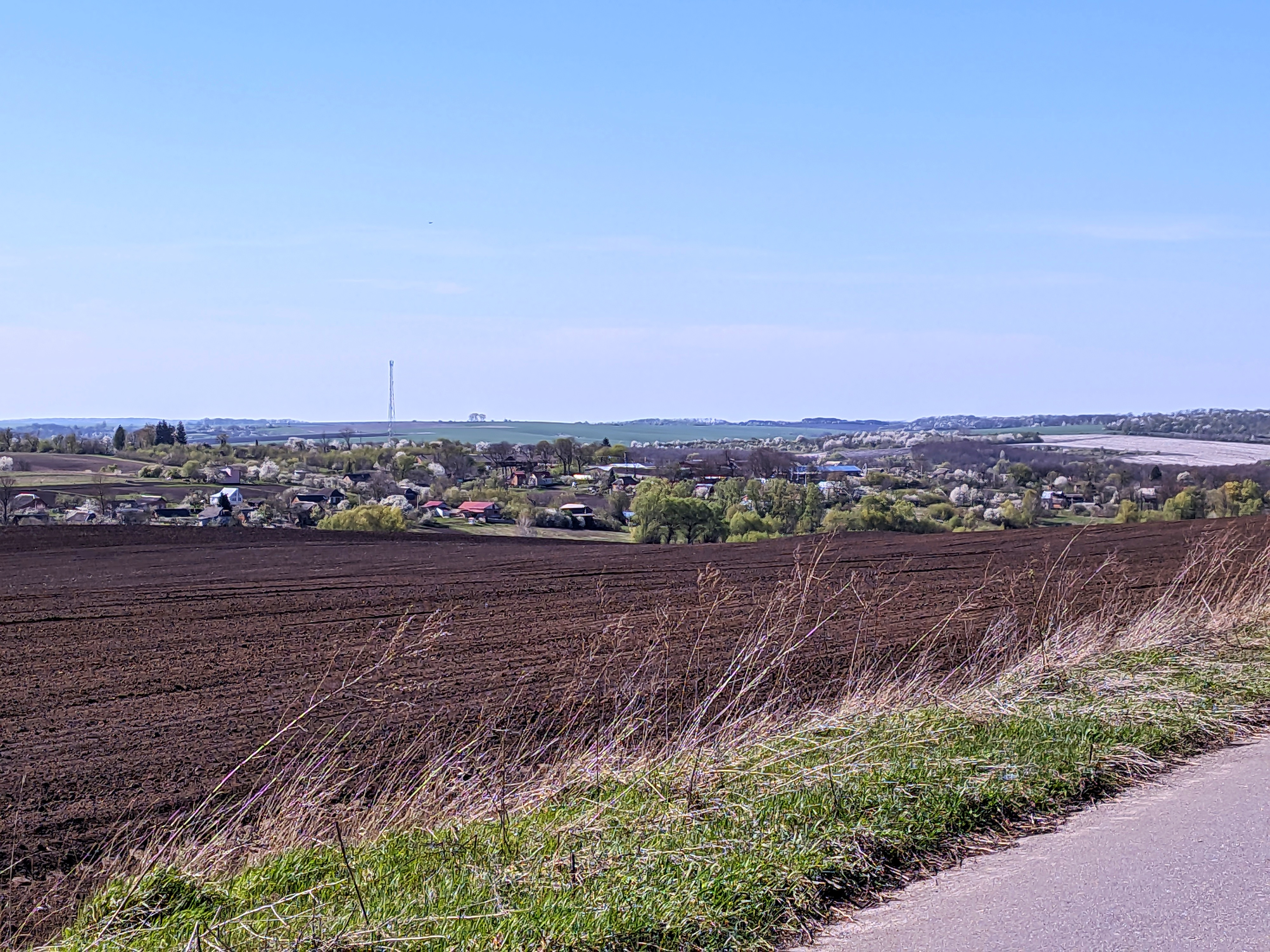
Вид на село у квітні
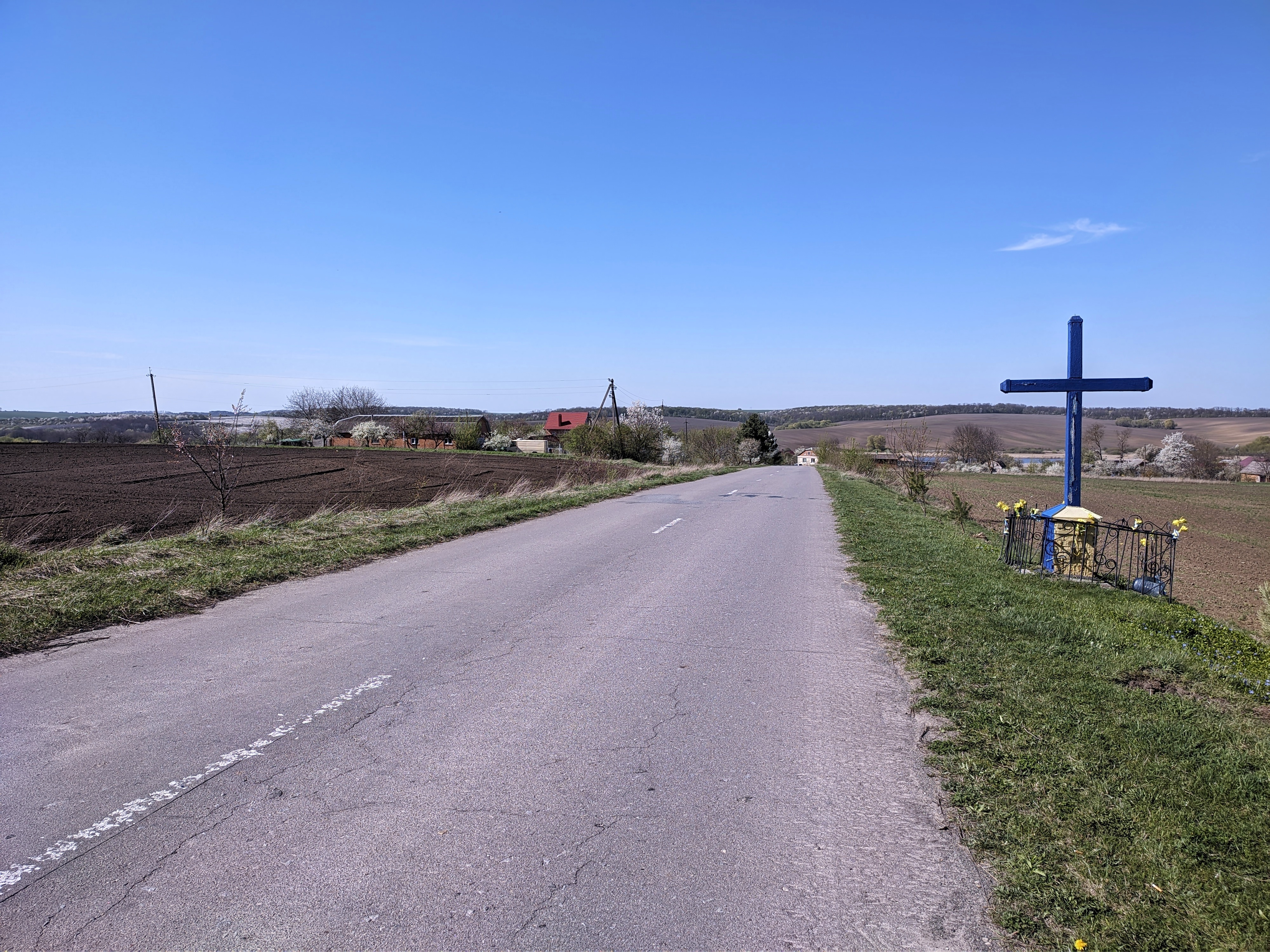
Хрест при в'їзді у село
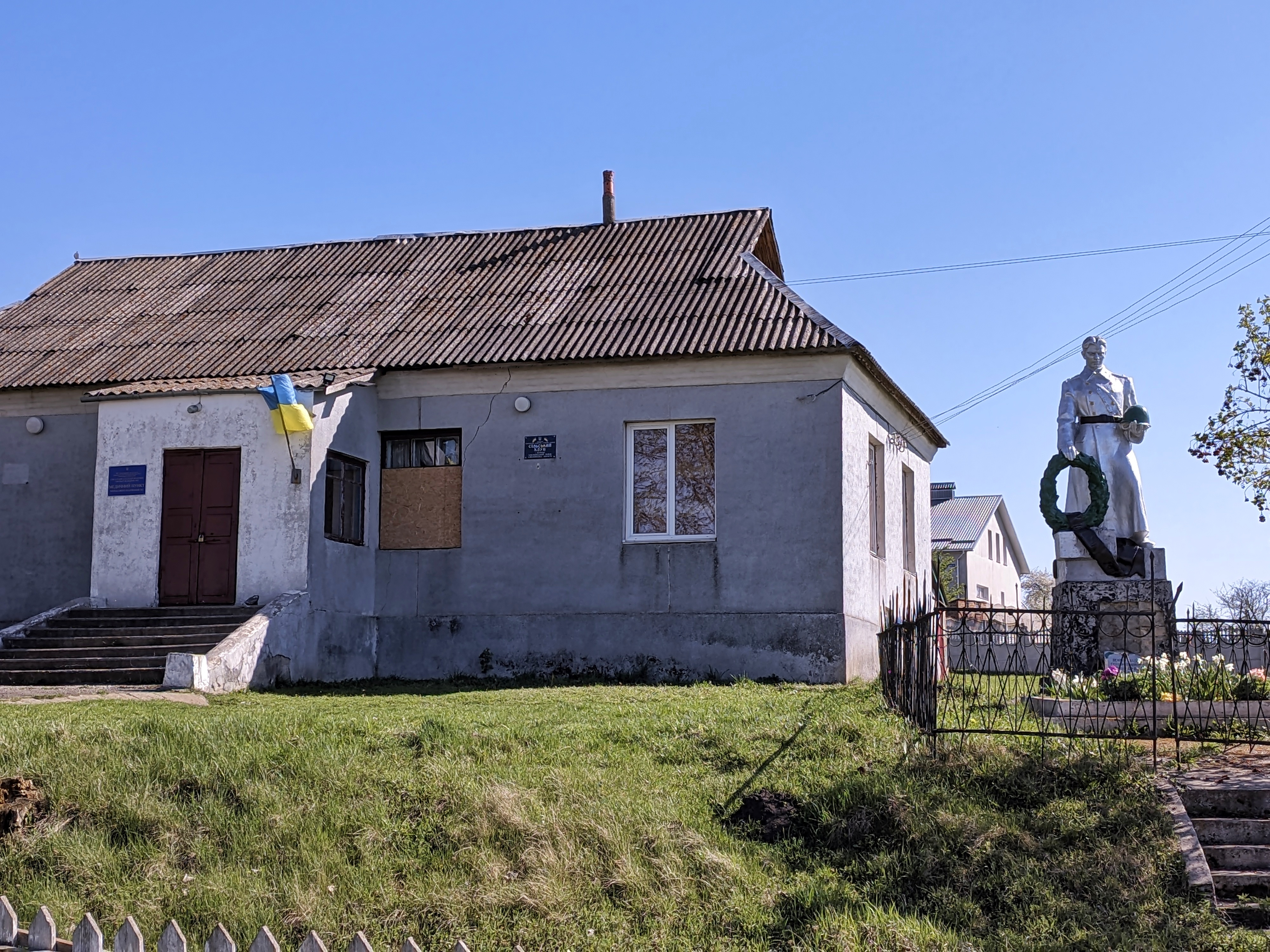
Братська могила радянських воїнів та сільський клуб